# Entelodontidae
Entelodontidae – wymarła rodzina wszystkożernych ssaków, dalekich krewnych dzisiejszych świniowatych i innych nieprzeżuwających parzystokopytnych. Zamieszkiwały one lasy Europy, Azji i Ameryki Północnej w eocenie, oligocenie i wczesnym miocenie – 45 do 18 milionów lat temu. Największe gatunki z tej rodziny mogły dorastać do około 2 metrów wysokości, około 3 metrów długości i ważyć mniej więcej 2 tony. Posiadały mózg wielkości pięści. Spożywały zarówno mięso upolowanych przez siebie ofiar, jak i padlinę, a swoją dietę wzbogacały roślinnością.

## Charakterystyka
Entelodonty przypominały dzisiejsze świniowate, posiadały bycze ciała z krótkimi, lecz smukłymi nogami, miały także długie pyski. Dysponowały one pełnym zestawem zębów: dużymi kłami, ciężkimi siekaczami i prostymi, lecz silnymi trzonowcami. Budowa zębów tego zwierzęcia sugeruje dietę wszystkożercy, podobną do tej, jaką mają dzisiejsze świnie. Jak wiele innych parzystokopytnych, posiadały na nogach racice. Dwa palce dotykały gruntu, podczas gdy dwa pozostałe uległy uwstecznieniu.
Jedną z najbardziej charakterystycznych cech tych wymarłych zwierząt są ciężkie kostne wyrostki po obu stronach głowy. Służyły one prawdopodobnie jako miejsce przyczepu potężnych mięśni używanych podczas spożywania pokarmu, jednak były one większe u samców niż u samic. Wskazuje to na dymorfizm płciowy u tych zwierząt, więc prawdopodobnie mogły one także odgrywać rolę w doborze płciowym.

## Występowanie
Szczątki entelodontów znajdowano w Azji, Ameryce Północnej i Europie.

## Tryb życia
Entelodonty zapewne były wszystkożerne jak obecne dziki. Mogły polować na wielkie zwierzęta, takie jak Eporeodon major czy Poebrotherium wilsoni. Niektóre skamieniałości wymienionych wyżej stworzeń odnalezione zostały ze śladami ugryzień entelodontów.
Jednak mimo wszystkożerności entelodontów, ich główna dieta skierowana była w bardziej widoczny sposób ku mięsożerności niż roślinożerności. Prawdopodobnie polowały, kiedy potencjalnej zdobyczy było pod dostatkiem, a gdy jej brakowało, zmieniały swoje nawyki żywieniowe, jedząc padlinę, czy też korzenie i bulwy. Niektóre gatunki z rodziny entelodont, jak np. Archaeotherium, są podejrzewane o posiadanie skrytek z żywnością odłożoną na ciężkie dni, aczkolwiek nie jest to udowodnione.

## Rodzaje
- Archaeotherium[8]
- Brachyhyops[9]
- Cypretherium[10]
- Daeodon[11]
- Entelodon[6]
- Eoentelodon[12]
- Paraentelodon[13]
- Entelodontellus[14]

## Klasyfikacja
Entelodonty pomimo świńskiego wyglądu były blisko spokrewnione z dzisiejszymi waleniami i hipopotamami.

## W kulturze
Stworzenia te pojawiły się w serialu „Wędrówki z bestiami”.